# فران پرز
فران پرز (انگلیسی: Fran Pérez؛ زادهٔ ۹ سپتامبر ۲۰۰۲) بازیکن فوتبال است.